# Cueva marina de San Juan
Das Fauna-Flora-Habitat-Gebiet Cueva marina de San Juan (deutsch: Meereshöhle von San Juan) liegt an der Westküste von Teneriffa, südlich des Ortsteils Playa San Juan der Gemeinde Guía de Isora. Das etwa 0,8 Hektar große Schutzgebiet umfasst eine einzelne, teilweise wassergefüllte Meereshöhle und ist das kleinste FFH-Gebiet auf den Kanarischen Inseln. In der Höhle leben unter anderem Große Bärenkrebse, Langusten, Mittelmeer-Scherengarnelen und andere Krustentiere sowie verschiedene Schwämme (z. B. Caminus vulcani und Neophrissospongia nolitangere).

## Schutzzweck
Folgende Lebensraumtypen nach Anhang I der FFH-Richtlinie sind für das Gebiet gemeldet:
| EU Code | * | Lebensraumtyp (offizielle Bezeichnung)                   | Fläche [ha] |
| ------- | - | -------------------------------------------------------- | ----------- |
| 8330    |   | Völlig oder teilweise unter Wasser liegende Meereshöhlen | 43,6        |